# Kōsuke Kikuchi
Kōsuke Kikuchi (菊地 光将?, Kikuchi Kōsuke; Koshigaya, 16 dicembre 1985) è un ex calciatore giapponese, di ruolo difensore.